# Carlos Rafael Rodríguez
Carlos Rafael Rodríguez Rodríguez (Cienfuegos, Cuba; 23 de mayo de 1913-La Habana, 8 de diciembre de 1997) fue un político y economista comunista cubano que ocupó diferentes cargos en gobiernos de diversos signos políticos.

## Primeros años
Nació en la localidad de Cienfuegos y cursó sus primeros años de estudio en su ciudad natal. Se incorporó a la lucha política contra el régimen del presidente Gerardo Machado, militando en el Partido Comunista de Cuba desde 1932. A la caída de este gobierno en agosto de 1933, cuando sólo contaba con 20 años de edad, alcanzó su primer cargo de importancia: la alcaldía de Cienfuegos. Cuatro años después, se unió al Partido Comunista de Cuba (PCC) y llegaría a ser designado editor del diario partidario denominado Hoy. Participó de la huelga general de 1935 contra el presidente provisional Carlos Mendieta.
Por otro lado, fue uno de los creadores de las publicaciones socioculturales "Ariel" y "Ségur" (1934). En 1938 ganó el premio "González Lanusa" y el Premio Nacional de Periodismo. En 1939, a los 26 años de edad, terminó la carrera de doctor en Derecho Civil y en Ciencias Políticas, Sociales y Económicas en la Universidad de La Habana en 1939. Integró el Comité Ejecutivo del Partido Comunista desde 1940. En 1942 Rodríguez fue nombrado ministro sin cartera por el presidente Fulgencio Batista (1940-1944).
Como un marxista dedicado, Rodríguez participó del gabinete de coalición del presidente Fulgencio Batista, surgido al calor de la Constitución recién aprobada de 1940, considerada una de las más democráticas del mundo en su época. Fulgencio Batista posteriormente traiciona este proceso estableciendo una dictadura (1952-1959).

## Papel desempeñado durante la Revolución cubana

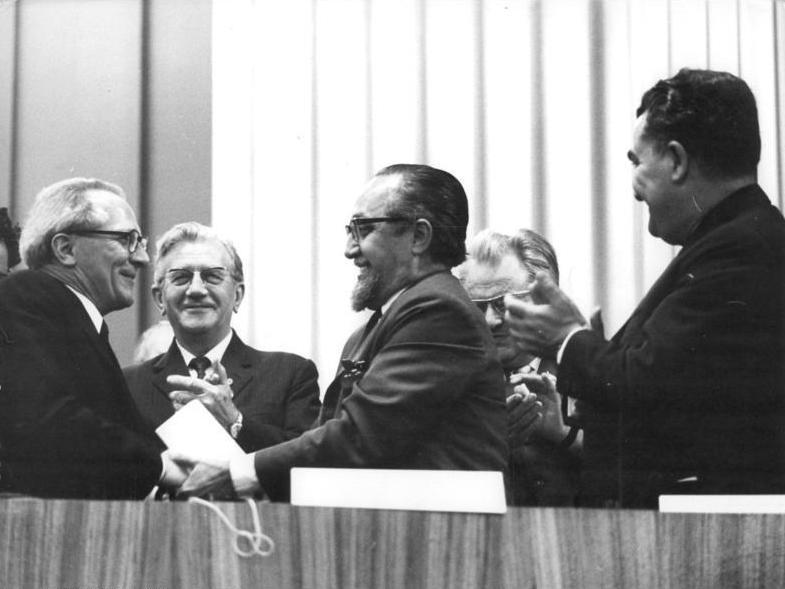
Carlos Rafael Rodríguez en el centro de la imagen.

Rodríguez conoció a Fidel Castro por primera vez a través de un amigo en común de ambos, luego de que Castro visitase la librería que regenteaba el PCC, tan sólo unos pocos días antes del desastroso asalto al cuartel Moncada de Santiago de Cuba que encabezase este último, el cual tuvo lugar el 26 de julio de 1953.
Aunque Rodríguez criticaría el ataque poco después de que éste ocurriese, terminaría aliándose a Castro en la Revolución cubana (la cual tendría lugar unos cinco años y medio luego de aquella fallida incursión guerrillera inicial). De hecho, en julio de 1958, tan sólo unos cinco meses antes del triunfo de la Revolución, se unió al Movimiento 26 de julio en la oriental cordillera de Sierra Maestra, y desde septiembre de ese año permaneció junto al denominado Ejército Rebelde que combatía contra el régimen militar de Fulgencio Batista. Aunque tardío, no obstante se trató del primer gesto de apoyo hacia ese movimiento guerrillero por parte del ya pare ese entonces histórico Partido Comunista Cubano (PCC).
De manera oportunista es este acercamiento con las fuerzas de Fidel Castro, el viejo PSP (Partido Socialista Popular) al ver que el Movimiento 26 de Julio lograba avances en el propósito de derrocar a la dictadura de Batista se alineó con las fuerzas que se pintaban vencedoras en este diferendo. Con buen olfato político Rodríguez rápidamente se unió a la guerrilla cuando ya la guerra estaba en sus finales y prácticamente decidida. Es la acción de arrimarse al vencedor en el momento cumbre para aprovecharse del reparto de poderes que se avecina. Así es como Rodríguez logró el apodo de "ministro corcho" porque nunca se hundía.[cita requerida]
Castro llegaría a ser un amigo personal de él, y luego del triunfo de la Revolución, premió a Rodríguez con puestos de alta jerarquía dentro de su entonces nuevo gobierno. Por ejemplo, durante el gobierno provisional revolucionario (1959-1976) fue presidente del Instituto Nacional de Reforma Agraria (INRA, entre 1962 y 1965) y vice primer ministro para asuntos exteriores (1972-1976). Incluso llegaría a ser conocido por algunos periodistas de la prensa extranjera como el “zar económico” de la Cuba revolucionaria.

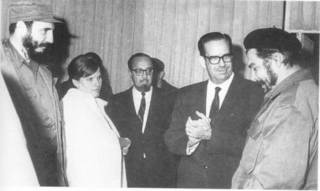
El Che Guevara (izquierda) reuniéndose con su principal oponente ideológico Carlos Rafael Rodríguez (centro) en el aeropuerto de La Habana en 1965. Fidel Castro y Aleida March están a la izquierda, y Osvaldo Dorticós Torrado está en el centro derecha.

Durante el Gran Debate sobre la dirección económica que debía tomar la revolución cubana Carlos Rafael Rodríguez abogó por un modelo más "soviético" para el comunismo, lo que significaba un desarrollo del capitalismo antes que el socialismo y comunismo posterior.
En la posterior etapa de institucionalización constitucional de la Revolución cubana, iniciada en 1976, fue elegido y varias veces ratificado como vicepresidente del Consejo de Estado (1976-1993) y designado en el cargo de vicepresidente del Consejo de Ministros (1976-1997). Fue miembro del Buró Político del Partido Comunista de Cuba (PCC) desde su refundación en 1965 y hasta poco antes de su muerte en 1997.

### Sistema de cálculo económico
A través de la dirección del Instituto Nacional de Reforma Agraria defendió el sistema de cálculo económico usado por la URSS y otros países del bloque socialista, a diferencia del sistema presupuestario de financiamiento aplicado por el Che Guevara a través Ministerio de Industria que el dirigía. En 1987 reconoció que el sistema del Che era más progresista e igualitario, pero decía que el cálculo económico se adecuaba mejor a las condiciones de Cuba.

### Acercamiento a la Unión Soviética

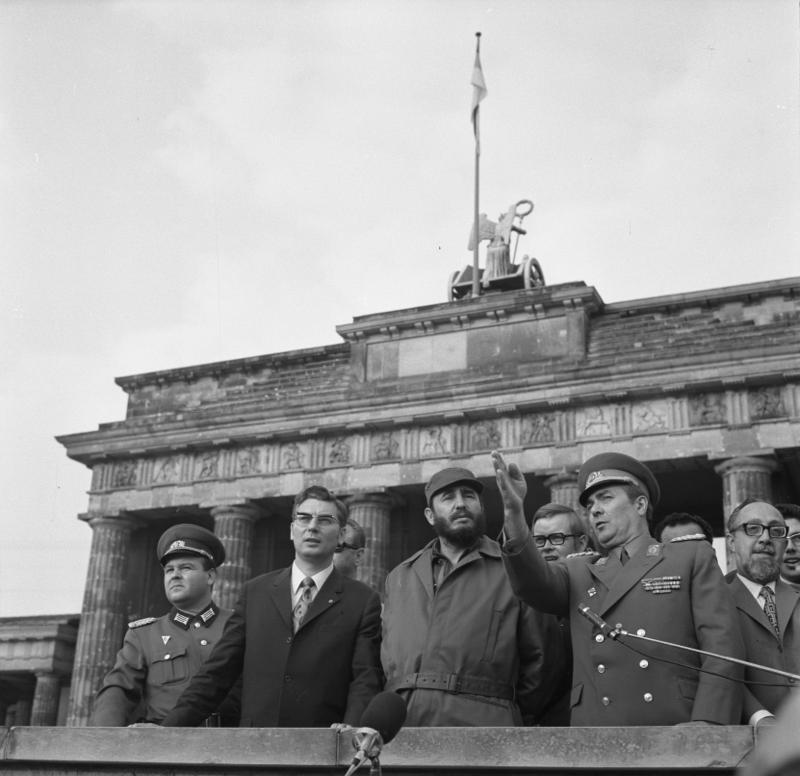
Carlos Rafael Rodríguez (en el extremo derecho) en 1972 junto al líder cubano Fidel Castro frente a la Puerta de Brandeburgo cerca del Muro de Berlín, el cual dividía las dos partes de la ciudad.

En 1969, Fidel Castro lo envió en calidad de observador de la entonces Conferencia Internacional de Partidos Comunistas y Obreros que tuvo lugar en la entonces capital soviética de Moscú. En esta reunión, en la que, entre otras cosas, se condenó a los «herejes» partidos y movimientos trotskistas adscritos a la denominada Cuarta Internacional, Rodríguez realizaría un importante discurso, declarando que «Cuba se mantendría resueltamente junto a la URSS».
Esta declaración sería doblemente importante: por un lado, contribuía a mantener la privilegiada relación de intercambio económico a favor de la isla caribeña (en particular, el trueque de azúcar a un precio superior al del mercado internacional por petróleo subsidiado), y por otro confirmaba el mantenimiento del hasta entonces único aliado soviético en el hemisferio occidental, un lustro después del estallido de la Ruptura sino-soviética y tan solo un año después de la Invasión de Checoslovaquia por el Pacto de Varsovia de 1968. Ese discurso formó parte de una serie de pasos dados por el gobierno cubano respecto de su intención de mantenerse monolíticamente al lado de la URSS desde el punto de vista ideológico, a pesar de algunos desbarajustes que tuvieron lugar entre ambos gobiernos (como la insistencia de Castro de intentar exportar su revolución, además del intempestivo «aventurerismo revolucionario» —por momentos maoísta— del Che Guevara). Rodríguez continuaría siendo una figura clave dentro de las relaciones cubano-soviéticas, haciendo declaraciones públicas al respecto tanto durante períodos de especial acercamiento, como en los de ciertos desencuentros (por ejemplo, cuando el líder soviético Mijaíl Gorbachov lanzó entre 1986 y 1987 sus políticas de glásnost y perestroika, a la que el propio Fidel Castro llegó a definir como “la mujer de otro”).

## Muerte
Antes de apartarse de la actividad política en 1997, debido al definitivo deterioro de su estado de salud, prestó servicio dentro del Politburó del PCC y fue vicepresidente. Sufría de la enfermedad de Parkinson y falleció en la capital cubana de La Habana. Su amigo personal, el entonces líder cubano Fidel Castro, presidió la ceremonia de su sepelio.

## Reconocimientos
En 1990 recibió el premio "Raúl Prebisch" y el Instituto Superior de Relaciones Internacionales, en 1991, le confirió el Título de Doctor Honoris Causa en Relaciones Políticas Internacionales. En 1993 se convirtió en miembro emérito de la Unión Nacional de Escritores y Artistas de Cuba (UNEAC). Un año después, en 1994, le fue otorgado el título de miembro de honor que lleva el nombre del poeta Nicolás Guillén.

## Principales condecoraciones recibidas
- Medalla de la Sociedad Cubana de Derecho Internacional.
- Medalla conmemorativa por el XX Aniversario de la RDA.
- Medalla XX Aniversario del Moncada.
- Medalla conmemorativa LV Aniversario de la Fundación de la República Popular de Mongolia.
- Medalla XX Aniversario de las FAR (Fuerzas Armadas Revolucionarias de Cuba).
- Medalla 250 Aniversario de la Universidad de La Habana.
- Grado de Comendador de las Artes y Letras de Francia.
- Medalla conmemorativa por el 1.300 aniversario de la fundación del Estado búlgaro.
- Orden de Primer Grado de la República Popular de Bulgaria.
- Orden al Mérito de la República Popular de Polonia en el grado de Comendador con estrella.
- Orden "Estrella de la Amistad entre los pueblos" de la RDA.
- Orden "Félix Elmuza" del periodismo nacional.
- Sello de laureado del Sindicato de Trabajadores de la Cultura.